# James Files
James Earl Files (registrado al nacer como James Sutton; Oakman, Alabama, 24 de enero de 1942) es un militar estadounidense famoso por haberse autodeclarado públicamente en 1994 y en 2003 como el autor del tercer disparo efectuado desde y detrás de un montículo de hierba en la plaza Dealey, Dallas, que asesinó al Presidente de los Estados Unidos, John F. Kennedy. En su declaración exculpa a Lee Harvey Oswald e implica a asesinos de la mafia y a la CIA.
La confesión apareció en el vídeo The Murder of JFK: Confession of an Assassin (1996). Por lo que queda como el único autor confeso (sin confirmar)  del crimen ya que Lee Harvey Oswald negó hasta su asesinato haberlo hecho.

## Servicio militar
Hay mucho debate sobre el servicio militar de Files. Según el sitio de Wim Dankbaar, Files declaró que sus registros de servicio militar fueron borrados por la Agencia Central de Inteligencia (CIA), y que esta es la razón por la cual la Oficina Federal de Investigaciones (FBI) y agencias privadas de investigación no han podido encontrar cualquier rastro de sus registros militares. En 1995, sin embargo, John C. Grady, el historiador oficial de la 82.ª División Aerotransportada y el 505° Regimiento de Infantería de Paracaídistas, afirma haber localizado archivos del Ejército de los Estados Unidos con el número de serie y número de reclamación a la Administración de Veteranos "inactivas" en un archivo de las oficinas regionales de Virginia, a través de una computadora de Virginia en San Louis. Después de 18 meses de búsqueda, Grady verificó por los archivos que había entrado en el Ejército de los Estados Unidos en 1959 y específicamente en la 82 División Aerotransportada, antes de ser enviado a Laos el 10 de julio de 1959. Un año más tarde, a principios de 1996, Grady comprobó el registro de servicio de Files de nuevo. No se encontraron registros, y todos los archivos con el nombre de "James E. Files" fueron marcados con el código "no dispone de más información". 
El personal de la 82 División Aerotransportada que fue utilizado por la Oficina de Servicios Estratégicos o su sucesor, la CIA, en organizaciones militares han tenido registros confusos ya que la OSS no era técnicamente un servicio militar de acuerdo a los estándares del gobierno federal. En retrospectiva, los registros militares tienen que ser clasificados y su tiempo de servicio debió ser corregido. Solo se conservaban todas las promociones militares obtenidas. Cuando estas discrepancias se hubieran corregido los registros modificados se pondrían a disposición del interesado.

## Conexión CIA
Después de 14 meses de servicio militar, según afirma Files, que estaba previsto que se instruyera una Corte marcial enFt. Meade, Maryland, supuestamente por matar a dos de sus propios hombres para "salvar la cara" ante el Ejército laosiano. Files también afirma que fue en este momento fue rescatado y reclutado por el agente de la CIA David Atlee Phillips, aunque no existen pruebas sólidas de esto. También es a través de David Atlee Phillips, que Files conoce a Lee Harvey Oswald (Phillips era el controlador de Oswald), y fue Phillips el que entregó a Files la primigenia pistola Remington XP-100 "Fireball" que se utilizaría para efectuar el disparo mortal del fotograma 313 de la película de Zapruder. Se sabe muy poco acerca de su participación en la CIA.

## Lazos con la mafia
En una entrevista de 1994 Files cuenta cómo se involucró en la delincuencia organizada:
"Bueno, yo por primera vez ... es una extraña manera de empezar ...pero me gustaban las carreras de coches y conducía en una pista local y el Sr Nicoletti admiraba mi forma de conducir porque me había visto en varias ocasiones y había pedido una vez si podría conducir para él una noche. Yo lo llevé a una prueba y llevó su coche que nos acaba de recoger, un Ford nuevo... y estuvo bastante satisfecho con mi conducción y desde entonces trabajé como conductor asignado a él y lo conduje (autos) varias veces para él en diferentes puestos de trabajo que él me ordenó.
Files fue elegido para conducir para Charles Nicoletti a finales de 1961 o principios de 1962 y, finalmente, se convirtió en el "favorito" de Nicoletti. Asimismo, afirma haber realizado varios "trabajitos" para Nicoletti antes del asesinato del Presidente John F. Kennedy, impresionando a Nicoletti en varias ocasiones por sus capacidades con las armas de fuego. Afirma que la mafia tenía vehículos personalizados con características interiores especiales, como doblar hacia abajo los asientos traseros desmontables y paneles en la puerta lateral, que se utilizaban para ocultar armas.
Según la página web de Wim Dankbaar, varios testigos informaron haber visto a Files y Charles Nicoletti juntos:
1. . El asesino de la Mafia Lenny Patrick testificó que James Files se asoció con la Mafia de Chicago y Charles Nicoletti.
2. . Un exagente CIA- y oficial de inteligencia del ejército que estaba estacionado en la Florida en 1963 también ha identificado James E. Files como implicada con la JM / WAVE, la sede de la CIA en Miami, a principios del decenio de 1960.
3. . El piloto William Robert Plumlee ("Tosh" Plumlee) (contratado por la CIA) recuerda un "joven tirador de Chicago, que se metió en problemas en México y tuvo que huir gracias a Frank Sturgis de la CIA."
4. El propietario del garaje (donde Files una vez fue empleado) señaló que Nicoletti solo permitía que Files "tocará" o trabajara en los vehículos personales de Nicoletti.
5. Dos "amigos" de Chicago de Files recuerdan a Files y Nicoletti como "muy cercanos"

## Se declara culpable del asesinato de JFK
A través de una larga entrevista, grabada en 2003, Files dio siguiente cuenta de la cadena de acontecimientos que ocurrieron en el asesinato de John F. Kennedy:
Una tarde en la primavera de 1963, Files estaba jugando en una máquina de pinball, el Sr Nicoletti cuando se le acercó y dijo que iban a ir a conducir por ahí. Durante ella, Nicoletti reveló un plan para asesinar al Presidente John F. Kennedy. Este plan era una colaboración entre la CIA y el jefe de la Mafia de Chicago Sam Giancana, y este había delegado el trabajo en Nicoletti. En los meses previos al asesinato, varios lugares fueron considerados, entre ellos Chicago. En última instancia, Dallas, Texas, ha sido elegido como la ubicación del suceso.
En este punto, Files no era considerado como uno de los tiradores en el próximo asesinato. Fue asignado sólo como un ayudante a Nicoletti para el estudio de la ubicación y manejo de las armas. Una semana antes del asesinato, Files viajó a Dallas y alojándose en el Lamplighter Motel de Mesquite, Dallas, donde telefoneó a Nicoletti, así como David Atlee Phillips (Files afirma fue su "controlador" asimismo el de Oswald). Afirma que a la mañana siguiente Lee Harvey Oswald (que comparte el mismo"controlador") apareció en el hotel. Durante los próximos cinco días, Files y Oswald pasaron dicho tiempo juntos (una imagen, dice Files que fue captada por Oswald). Files afirma que Oswald y él se fueron a un campo vacío para probar las armas de fuego y ajustar el alcance al cual iban a ser utilizadas contra el Presidente Kennedy, Oswald fue recogiendo los casquillos que Files disparaba. Asimismo, afirma que Oswald y él nunca hablaron del asesinato durante todo el tiempo que permanecieron juntos.
Dos días antes del asesinato, Nicoletti llegó a Dallas y le dijo a Files que Johnny Roselli había volado como parte de un equipo de emergencia de la CIA, pero dijo que no participaría en el asesinato de todos modos. Seguidamente pidió a Files, ya que Johnny Roselli ya no sería el otro asesino, si le gustaría ser tirador de respaldo, a lo que Files asintió. Files así se convirtió en el otro tirador.
Cuando a Files se le ofreció ser el tirador de respaldo, se le dieron las siguientes directrices específicas de parte de Nicoletti:
1. El no dispararía a menos que fuera absolutamente necesario
2. Él no heriría (ni menos asesinaría) a Jacqueline Kennedy
3. Se necesitaba un disparo directo a la cabeza, y se abriría fuego graneado si éste no se obtenía

A raíz de estas directrices, Files optó por utilizar un prototipo de 1962 de la pistola de cerrojo Remington XP-100 "Fireball" que le consiguió el agente CIA , David Atlee Phillips. El lugar que escogió para cubrir era la infame "loma cubierta de hierba". Afirma que él llevaba una chaqueta "reversible" para verse como un trabajador ferroviario, y que mantuvo la Remington XP-100 "Fireball", así como la munición especial en una pequeña maleta.
Files afirma que él había cargado la pistola Remington XP-100 "Fireball" con munición especial llena con mercurio y sellada con cera, y esperó en el patio de ferrocarril por el presidente Kennedy. Cuando el presidente Kennedy entró en su ángulo de tiro, él afirma que tenía al Presidente Kennedy en el campo visual de su ojo derecho cuando empezó a bajar por Elm St cuando comenzaron los disparos, que comenzó a contar con los golpes. Cuando se dio cuenta de que el disparo en la cabeza no se había logrado entendió que debía disparar y que su disparo fue la bala mortal que tuvo el presidente Kennedy (fotograma 313 de la película de Zapruder). Posteriormente, guardó la pistola en la maleta, dejándola apoyada en la valla y se alejó. Afirma que él caminó a un lugar de encuentro 
planeado (un taller de coches), donde Charles Nicoletti y Johnny Roselli lo esperaban. Files condujo a una gasolinera para cambiar de coche, y condujo de nuevo a Chicago.

## Files y sus declaraciones
Los archivos se ha grabado en dos entrevistas:
- 1994: Entrevista con Bob Vernon[12][13]
- 2003: Entrevista con Jim Marrs & Wim Dankbaar[8]

Durante estas dos entrevistas, Files ha hecho las siguientes declaraciones:
- Su verdadero nombre es James Sutton, que él cambió a James Files en 1963.
- Había sido empleado como un agente de la CIA después de su aprobación de la gestión de los militares.
- Conoció a Lee Harvey Oswald antes del asesinato.
- Lee Harvey Oswald no disparó ningún fusil durante el asesinato.
- El otro tirador fue Charles Nicoletti, que estaba disparando desde el edificio Dal-Tex.
- Jack Ruby se encontraba en la Plaza Dealey durante el asesinato.
- Johnny Roselli voló a Dallas como parte de un “abort team” de la CIA para cancelar el asesinato.
- En la mañana del asesinato se reunió con Johnny Roselli y Charles Nicoletti.
- Lee Harvey Oswald no asesinó al Oficial J.D. Tippit.
- Mordió el casquillo de la bala que mató a John Fitzgerald Kennedy y lo dejó en la loma cubierta de hierba tras el disparo mortal.[14][15]
- Su disparo y el de Nicoletti golpearon la cabeza del Presidente Kennedy una fracción uno detrás del otro.
- Su disparo fue hecho con munición especial, con bala hueca rellena de mercurio y sellada con cera.
- Él y Oswald pasaron unos días juntos antes del asesinato.
- Nunca confesó su participación hasta 1994.
- Nunca dio voluntariamente su historia, hasta que el FBI lo abandonó.

## Opiniones críticas
Files ha obtenido poco apoyo entre los investigadores del asesinato de JFK, incluso de aquellos que creen firmemente en una conspiración. Los críticos han señalado el hecho de que haya cambiado su historia en numerosas ocasiones, la inexactitud de muchas de sus reivindicaciones históricas, y falsas afirmaciones sobre las armas que supuestamente fueron utilizadas.
Files estuvo cerca de ser presentado en un documental de NBC, pero la operación fracasó cuando NBC decidió salir antes con su historia, y contrató a Edward Epstein .
En resumen, NBC mantiene como consultor de su historia prevista a Files. Contrata a la empresa de detectives de Jules Kroll. JK estableció a partir de registros telefónicos que Files estaba en Chicago, no en Dallas, el 22 de noviembre de 1963. A continuación, llamaron a Files desde la oficina de Dick Clark entrevistándose con Files acerca de los hallazgos de Kroll. Dijo que tenía un hermano gemelo, que nadie conocía, y quien conoció poco antes del 22 de noviembre, y que fue asesinado después del 22 de noviembre. Dijo que era su hermano gemelo en el hospital con su esposa, no él. Su esposa, sin embargo, dice que no tiene hermanos gemelos, y Kroll lo confirmó. El punto de vista de Edward Epstein es que Files inventó la historia por el dinero que ganaría con ello.
Sin embargo, James Files, en una carta que escribió a Pamela Ray, una persona con quien desarrolló una estrecha relación, dice: 
"La Agencia Kroll ha intentado todo lo posible para desacreditarme. Afirman que no estuve en Dallas ese mismo día, porque mi esposa estaba dando a luz a nuestra hija ese día. Cuando se me preguntó eso dije que si, yo estaba en el hospital ese día. Pero eso significa que Kennedy no fue asesinado hasta el 26 de septiembre de 1966. Dije que fue el día que mi hija nació, pueden comprobar los registros hospitalarios. Eso se terminó. "
En resumen, toda la historia de Files solo es una gran mentira que lo hizo conocido y con la cual trató de ganar algún dinero.